# La Taularde
Pour plus de détails, voir Fiche technique et Distribution.
La Taularde est un film dramatique français réalisé par Audrey Estrougo, sorti en 2015.

## Synopsis
Pour sauver son mari d'une longue peine de prison, Mathilde participe à son évasion et se retrouve à son tour incarcérée. 
Elle sait qu'elle ne risque que deux ans maximum, ce qui lui paraît peu à subir en échange de la liberté de l'homme qu'elle aime. 
Mais une fois en prison, elle n'a plus aucune nouvelle de son mari évadé et se retrouve pratiquement seule au monde pour affronter la dureté de l'univers carcéral.

## Fiche technique
- Titre : La Taularde
- Réalisation : Audrey Estrougo
- Scénario : Audrey Estrougo et Agnès Caffin
- Musique : James BKS Edjouma
- Montage : Céline Cloarec
- Photographie : Guillaume Schiffman
- Décors : Emmanuelle Cuillery
- Costumes : Hyat Luszpinski
- Production : Sylvain Goldberg et Serge de Poucques
  - Production déléguée : Julie Gayet, Nadia Turincev, Clément Calvet et Jérémie Fajner
- Sociétés de production : Rouge international et Superprod, en coproduction avec Nexus Factory, Orange Studio, France 2 Cinéma, Cinéfrance, UMedia
- Société de distribution : Rezo Films
- Pays d'origine :  France
- Durée : 100 minutes
- Genre : drame
- Dates de sortie :
  - Corée du Sud : 3 octobre 2015 (festival de Busan)
  - France : 6 octobre 2015 (festival de Saint-Jean-de-Luz) ; 26 août 2016 (festival d'Angoulême) ; 14 septembre 2016 (sortie nationale)

## Distribution
- Sophie Marceau : Mathilde Leroy
- Marie-Sohna Condé : Elise Schoelcher
- Marie Denarnaud : Léa
- Carole Franck : Babette, dite « ma tante »
- Eye Haïdara : Nato Kanté
- Anne Coesens : Noémie, la médecin
- Pauline Burlet : Jeanne
- Julie Gayet : Maître Nadège Rutter
- Aurore Broutin : Safia Dakro
- Anne Le Ny : Marthe Brunet
- Suzanne Clément : Anita Lopes
- Nailia Harzoune : Linda Plancher
- Naidra Ayadi : Robocop
- Benjamin Siksou : Adrien Leroy
- Nicolas Gob : Marcus, le coach
- Alice Belaïdi : Samira Belhadj
- Geneviève Mulenge : Fafa
- Lionel Monier : le greffier
- Nina Kubuanda : le plombier
- Caroline Alaoui : surveillante du parloir
- Frédérique Foglia : Mozza

## Production
Le film est tourné en janvier 2015 à la prison Jacques-Cartier de Rennes, alors désaffectée.

## Distinctions
- Magritte 2017 : nomination pour le Magritte de la meilleure actrice dans un second rôle pour Anne Coesens.